# 이우태 (배우)
이우태(1996년 12월 16일 ~ )는 대한민국의 배우이다.

## 방송
- 2019년 : Mnet 《썸바디》

## 드라마
- 2023년 : tvN 《성스러운 아이돌》 - 바실리 역
- 2024년 : 웹드라마 《프린세스 메이커》